# Castello Brodie
Brodie Castle è un castello vicino alla città di Forres, nel Moray in Scozia.

## La Famiglia Brodie
La pianta a "Z" del castello fu costruita nel 1567 dal Clan Brodie ma distrutta dal fuoco nel 1645 da Lewis Gordon del Clan Gordon e III Marchese di Huntly. Il castello fu molto esteso nel 1824 dall'architetto scozzese William Burn, che lo trasformò in grande palazzo di stile baronale scozzese.
La Famiglia Brodie ha abitato nel castello fino a tutto il XX secolo e i loro possedimenti in loco risalgono al 1160, quando Re Malcolm IV concesse le terre alla famiglia.
Ninian Brodie di Brodie (il Brodie di Brodie) è morto nel 2003 e suo figlio poco dopo. Sfortunatamente, dato che la famiglia non è soddisfatta del trasferimento del castello al National Trust for Scotland, nessun Brodie abita ora nella proprietà stessa. L'ala precedentemente usata dalla famiglia è in fase di ristrutturazione per adibirla ad alloggio residenziale vacanziero.

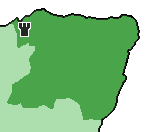
Sito del Castello Brodie nel nord-est della Scozia

## Il Castello oggi

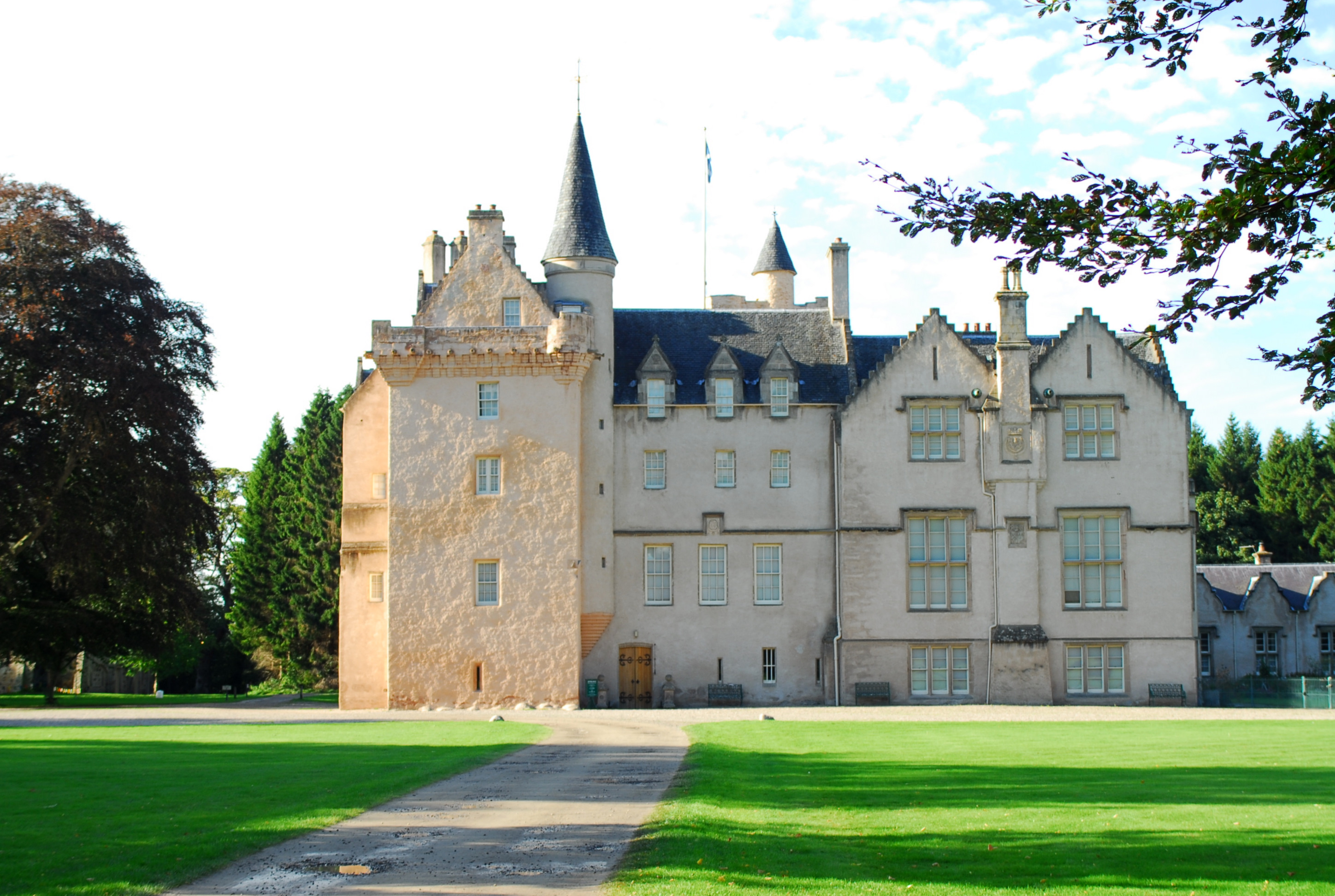
Brodie Castle nel 2006

Architetturalmente il castello è molto ben conservato, con due torri di 5 piani negli angoli opposti. Come per molte case signorili fortificate del tempo, l'edificio non ha mura difensive esterne. Contiene tuttavia una garitta e dei passaggi segreti per permettere agli occupanti di scappare in caso di tentativi di assassinio. Anche l'interno del castello è ben conservato, con mobili antichi di prestigio, artefatti orientali e soffitti affrescati.
Oggi il castello e le aree circostanti, tra cui un giardino floreale notevole, sono di proprietà del National Trust for Scotland e sono aperti ai turisti durante i mesi estivi. Il castello può essere affittato per matrimoni ed eventi interni o esterni. Un'antica pietra pitta monumentale nota come "Pietra di Rodney" è posta nel parco del castello.